# 서항석
서항석(徐恒錫, 일본식 이름:松岡恒錫마쓰오카 고샷쿠, 1900년 3월 18일 ~ 1985년 9월 27일)은 한국의 연극인이다. 아호는 경안(耿岸)이다. 본관은 대구이다.

## 생애
함경남도 홍원 출신으로 경성부에 유학하여 중앙고등보통학교를 1918년에 졸업했다. 이후 일본으로 건너가 1929년에 도쿄 제국대학 독문학과를 졸업했다. 도쿄 유학 시절부터 해외문학파에 가담하여 연극 분야에 관심을 기울였다.
도쿄제대 졸업 후 귀국하여 곧바로 동아일보에 입사하였고, 지방부를 거쳐 학예부장을 맡았다. 1931년 윤백남, 홍해성 등과 함께 개최한 연극영화전람회의 성공에 고무되어 그해 극예술연구회를 조직하여 본격적인 신극 운동에 뛰어들었다. 독문학을 전공한 서항석은 해외문학파가 대거 가담한 이 단체에서 주로 독일 희곡을 번역해 소개했으며, 연극평론가로도 활동했다.
1937년에 극예술연구회 제17회 공연으로 레프 톨스토이 원작의 《부활》을 연출했는데, 순수극을 추구하는 극연의 창립 정신을 잃고 흥행에 치중했다는 비판을 받았다. 이 일을 계기로 동아일보 기자직에서 물러나 본격적으로 연극과 영화에 뛰어들었다. 극연이 극연좌로 바뀌고 1939년에 해산된 뒤로는 주로 악극 연출에 노력을 기울였다. 이 시기에 공연한 작품으로는 가극 《견우직녀》가 있다.
일제강점기 말기에 친일 연극인 단체 조선연극문화협회의 이사를 맡았고, 1942년 유치진이 쓴 친일 희곡인 〈대추나무〉를 연출해 조선총독부가 후원한 제1회 연극경연대회에 출품했다. 2008년 민족문제연구소가 선정한 친일인명사전 수록예정자 명단 연극/영화 부문, 2009년 친일반민족행위진상규명위원회가 발표한 친일반민족행위 705인 명단에 포함되었다. 그러나 태평양 전쟁 중인 국민연극 시기에 한국적인 소재를 각색하여 올리는 악극단 활동에 주로 몰두했기 때문에, 연극 분야에서 친일 인사로 꼽힌 인물 가운데는 친일 행적이 상대적으로 두드러지지 않는 편이다.
광복 후에도 가극 《원수의 38선》, 《조국》, 《에밀레종》을 공연하고 오페라 《춘희》를 연출하기도 했다. 국립극장 극장장, 국립국악원 이사장을 역임하는 등 대한민국 문화계의 요직에서 활동했다. 《파우스트》를 번역해 1960년대에 국립극장 무대에 올린 공적으로 독일 정부로부터 괴테훈장을 수여받기도 했다. 서라벌예술대학 연극과 교수와 대한민국예술원 종신회원을 지냈다. 1962년에 건국문화훈장, 1973년에 국민훈장 모란장을 수여받았다.

## 참고자료
- 권영민 (2004년 2월 25일). 《한국현대문학대사전》. 서울: 서울대학교출판부. 712~713쪽쪽. ISBN 89-521-0461-7.
- 강옥희,이영미,이순진,이승희 (2006년 12월 15일). 《식민지시대 대중예술인 사전》. 서울: 소도. 164~166쪽쪽. ISBN 978-89-90626-26-4.